# Sergejewo (Kaliningrad)
Sergejewo (russisch Сергеево, deutsch Klein Lauth) ist ein Ort in der russischen Oblast Kaliningrad. Er gehört zur Gwardeiskoje selskoje posselenije (Landgemeinde Gwardeiskoje (Mühlhausen)) im Rajon Bagrationowsk (Kreis Preußisch Eylau).

## Geographische Lage
Sergejewo liegt an einer Flussschleife des Frisching (russisch: Prochladnja), 1 Kilometer westlich der russischen Fernstraße A 195 (ehemalige deutsche Reichsstraße 128) und ist von Juschny (Jesau) bzw. Newskoje (Groß Lauth) aus zu erreichen. Bis zur südlich gelegenen Rajonhauptstadt Bagrationowsk (Preußisch Eylau) sind es 16 Kilometer. Eine Bahnanbindung besteht nicht.

## Geschichte
Das ehedem Klein Lauth genannte Vorwerk war – wie auch Bögen (russisch: Lineinoje), Panzhof (Muratowo) und Ponitt (Turgenewskoje) – ein Ortsteil von Schrombehnen (Moskowskoje). Es gehörte somit bis 1945 zum Amtsbezirk Schrombehnen im Landkreis Preußisch Eylau im Regierungsbezirk Königsberg der preußischen Provinz Ostpreußen.
1945 kam Klein Lauth mit dem nördlichen Ostpreußen zur Sowjetunion und erhielt 1946 den russischen Namen „Sergejewo“. Bis zum Jahr 2009 war der Ort in den Gwardeiski sowjet (Dorfsowjet Gwardeiskoje (Mühlhausen)) eingegliedert und ist seither – aufgrund einer Struktur- und Verwaltungsreform – eine als „Siedlung“ (russisch: possjolok) eingestufte Ortschaft innerhalb der Gwardeiskoje selskoje posselenije (Landgemeinde Gwardeiskoje).

## Kirche
Bei einer überwiegend evangelischen Bevölkerung war Klein Lauth vor 1945 in das Kirchspiel Tharau (heute russisch: Krasnosnamenskoje) eingepfarrt.
Heute liegt Sergejewo im Einzugsgebiet der evangelisch-lutherischen Dorfkirchengemeinde in Gwardeiskoje (Mühlhausen). Sie ist eine Filialgemeinde der Auferstehungskirche in Kaliningrad (Königsberg) innerhalb der Propstei Kaliningrad der Evangelisch-lutherischen Kirche Europäisches Russland (ELKER).